# Solidaridad Internacional Libertaria (SIL)
La red Solidaridad Libertaria Internacional (SLI) o International Libertarian Solidarity (en inglés)  reunió a una veintena de organizaciones comunistas libertarias o anarcosindicalistas en todo el mundo. Estuvo activa entre 2001 y 2005.

## Historia
No se trataba de una Internacional, sino de una red de solidaridad, capaz de implementar proyectos de apoyo como la financiación de una cooperativa de trabajadores, una imprenta libertaria y un salón comunitario creado con el apoyo de organizaciones latinoamericanas en 2002.
La red SIL fue fundada durante una reunión internacional organizada por la Confederación General del Trabajo (CGT) de España en Madrid en abril de 2001. Se celebraron otras reuniones, en particular en Génova en julio de 2001 con motivo de la contracumbre del G8, y en Sevilla en junio de 2002 con motivo de la Cumbre de la Unión Europea.
Después del cierre de la red, algunas de las organizaciones miembros se reunieron alrededor del portal Anarkismo.net.

## Organizaciones miembros
- Alternative Libertaire (AL)  Francia
- AUCA  Argentina
- Confederação Operária Brasileira  Brasil
- Confederación General del Trabajo (CGT)  España.
- Confederazione Italiana di Base Unicobas (CIB Unicobas)  Italia
- Consejo Indígena Popular de Oaxaca "Ricardo Flores Magón" (CIPO-RFM)  México
- Ελευθεριακή Συνδικαλιστική Ένωση (ΕΣΕ)  Grecia
- Federación Anarquista Uruguaya (FAU)  Uruguay
- Black Rose Anarchist Federation   Canadá /  Estados Unidos
- Federazione Dei Comunisti Anarchici (FdCA)  Italia
- Luta Libertaria  Brasil
- Offensive libertaire et sociale (OLS)  Francia
- Organisation communiste libertaire (OCL)  Francia
- Organisation socialiste libertaire (OSL)  Suiza
- Organización Socialista Libertaria  Argentina.
- ORA-Solidarita  República Checa
- Red Libertaria Apoyo Mutuo  España
- Réseau No Pasaran  Francia
- Sveriges Arbetares Centralorganisation (SAC)  Suecia.
- Workers Solidarity Movement (WSM)  Irlanda
- Zabalaza Anarchist Communist Federation (ZACF)  Sudáfrica